# Matugama Division
Matugama Division är en division i Sri Lanka.   Den ligger i provinsen Västprovinsen, i den sydvästra delen av landet, 60 km sydost om huvudstaden Colombo.